# Thelypteris nephrodioides
Thelypteris nephrodioides är en kärrbräkenväxtart som först beskrevs av Kl., och fick sitt nu gällande namn av George Richardson Proctor. Thelypteris nephrodioides ingår i släktet Thelypteris och familjen Thelypteridaceae. Inga underarter finns listade.